# Кварцпорфир
Кварцпорфир је кисела магматска стена, палеотипни (старији) изливни еквивалент гранита. Настаје кристализацијом киселе лаве на површи Земље. 
Минерали који изграђују кварцпорфир су:
- кварц,
- алкални фелдспат: санидин,
- плагиоклас: албит,
- бојени минерал: биотит, аугит, хорнбленда.

Структура кварцпорфира је порфирска, док је његова текстура флуидална.